# 蘇爾施派歇爾湖
47°52′55″N 12°49′26″E / 47.8819°N 12.824°E

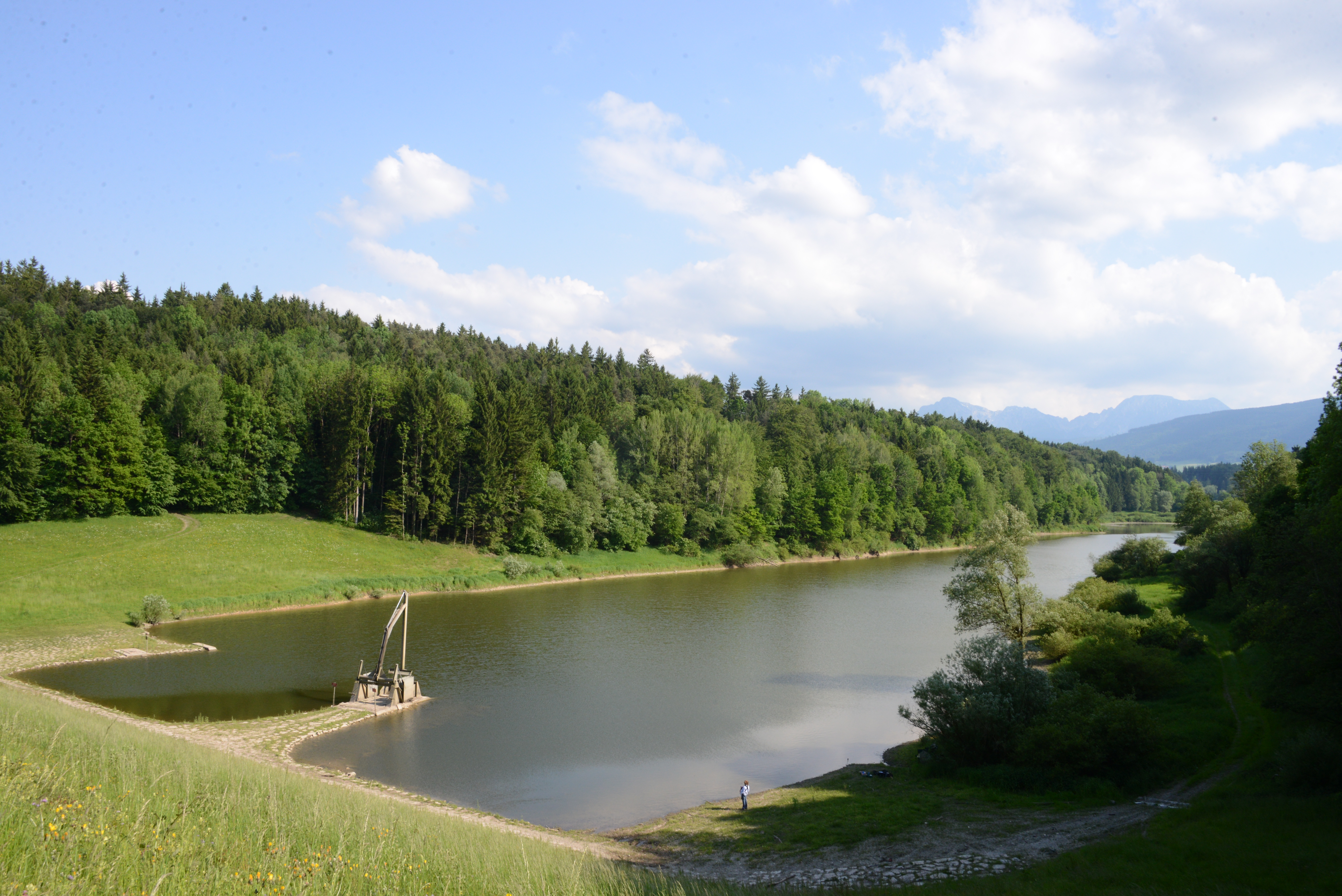

蘇爾施派歇爾湖（德語：Surspeicher），是德國的湖泊，位於該國東南部，由巴伐利亞州負責管轄，處於泰森多夫，面積0.67平方公里，海拔高度478米，水體容量456萬立方米。